# Светлая Заря (Краснодарский край)
Све́тлая Заря́ — хутор в Курганинском районе Краснодарского края.
Входит в состав Безводного сельского поселения.

## Население
| 2002 | 2010  |
| ---- | ----- |
| 1166 | ↘1114 |

## Улицы
- ул. Зелёная,
- ул. Садовая,
- ул. Строительная,
- ул. Центральная,
- ул. Школьная.